# Allegoria della Divina Sapienza
L'Allegoria della Divina Sapienza è un affresco di Andrea Sacchi realizzato tra il 1629 e il 1633 nella volta di una sala del piano nobile di palazzo Barberini a Roma.
Si tratta di una delle maggiori realizzazioni del pittore, nonché uno dei capisaldi della pittura classicista della prima metà de Seicento, solitamente contrapposto al capolavoro barocco di Pietro da Cortona, realizzato pochi anni dopo sullo stesso piano nobile di palazzo Barberini, il famoso Trionfo della Divina Provvidenza.

## Storia
L'affresco viene commissionato al pittore nel 1629 da Taddeo Barberini (sua prima committenza al pittore), nipote del neoeletto papa Urbano VIII, che chiamò in questa circostanza Sacchi due anni dopo un altro lavoro effettuato per volere di Francesco Barberini nella basilica di San Pietro. Il ciclo si trova infatti in una sala degli appartamenti di Taddeo e della moglie Anna Colonna, precisamente quella che anticipa la piccola e coeva cappella privata che Pietro da Cortona si stava occupando di decorare nel frangente.
Lo stesso pittore toscano realizzerà di lì a qualche anno un tema molto vicino a questo del Sacchi, ossia il Trionfo della Divina Provvidenza per il grande salone da ballo del palazzo, il quale si differenzia dal lavoro del Sacchi non solo per lo stile dell'opera (una è classicista e l'altra puramente barocca), ma anche per la monumentalità, dovuta probabilmente anche al luogo in cui le due opere sono realizzate: il lavoro del pittore romano decora infatti un ambiente sostanzialmente usato per le cerimonie private della famiglia Barberini, mentre quello del Cortona decora un luogo di rappresentanza. Tuttavia in entrambi i due cicli sussiste il fine celebrativo della composizione verso la figura del nuovo pontefice di casa, il cui regno sarebbe stato condotto secondo le virtù raffigurate nei medesimi.
Non si sa quanto fu il compenso del Sacchi per l'opera, in quanto a quegli anni risultano diversi pagamenti registrati in suo favore che non consentono in maniera puntale di definire le somme effettivamente riscosse.
Giovanni Pietro Bellori valutò con particolare pregio l'uso dei colori applicati, «[...] dolce e gratissimo temperamento di colori con soavità e tenerezza propria di quelle vergini celesti [...]», mentre il Passeri estese gli elogi anche all'ampiezza dello spazio dipinto (l'intera volta) oltre che concentrarsi anch'egli alla qualità del disegno e dei panneggi, «il maneggio del colore [che] è mirabile [...] è un’opera bastante a recare gran nome a chi sia perché è copiosa di tutte quelle parti che si rechiedeno ad un gran pittore».

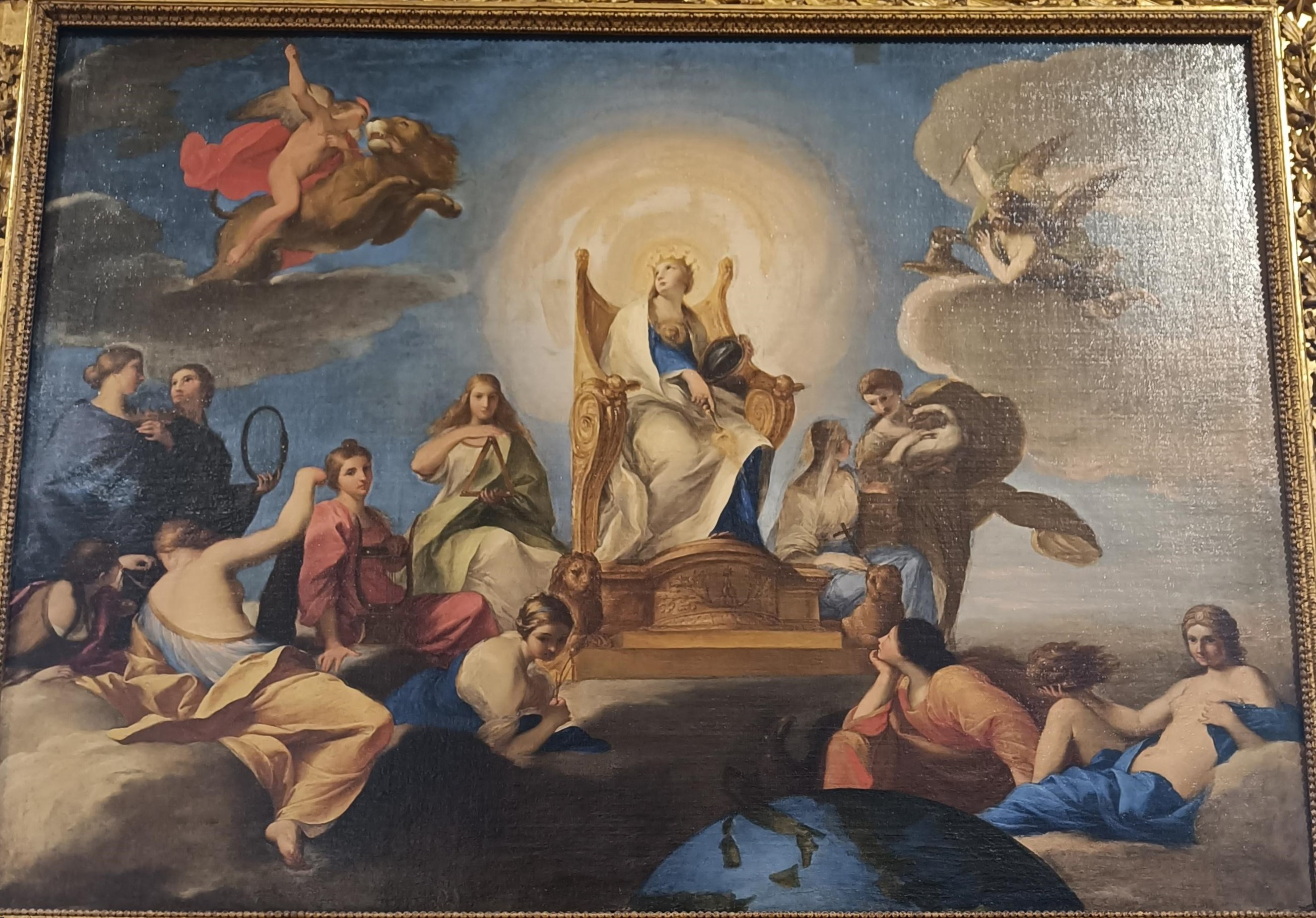
Una delle tele di Andrea Sacchi (in foto la versione Chigi) riproducenti l'affresco della volta Barberini

Il successo che ebbe il ciclo d'affreschi è testimoniato anche da varie tele successive che replicano in formato ridotto la scena con lo scopo di farne dono a varie illustri personalità vicine alla famiglia. Queste tele furono richieste dal cardinale Antonio Barberini, protettore e committente del Sacchi, il quale una volta terminato il ciclo di affreschi entrò a far parte stabile dell'entourage del prelato, venendo stipendiato 10 scudi al mese e trovando spazio in alcuni locali del palazzo dove poté allestire il suo studio di pittura. Tra le tele richieste sul medesimo soggetto vi erano una del 1635 che fu donata prima al mercante di diamanti Valguarnera e poi al cardinale Richelieu, una che fu donata nel 1638 all'ambasciatore imperiale Eggenberg e un'altra datata 1653 che fu acquistata per 500 scudi e donata a papa Alessandro VII, per il quale fu sin dall'origine pensata, dato che alla base del trono della personificazione della Sapienza venne aggiunto lo stemma della famiglia Chigi, mentre le api che decorano lo schienale del trono nell'affresco Barberini nella versione chigiana sono invece rimosse.

## Descrizione
La decorazione ideata dal Sacchi occupa l’intera superficie della volta con un’armonia di figure femminili allegoriche che sembrano volteggiare nel cielo. La finta cornice in stucco che delimita lo spazio vede in ciascun angolo una figura (sempre femminile) che solleva un sole, simbolo appunto dei committenti Barberini.

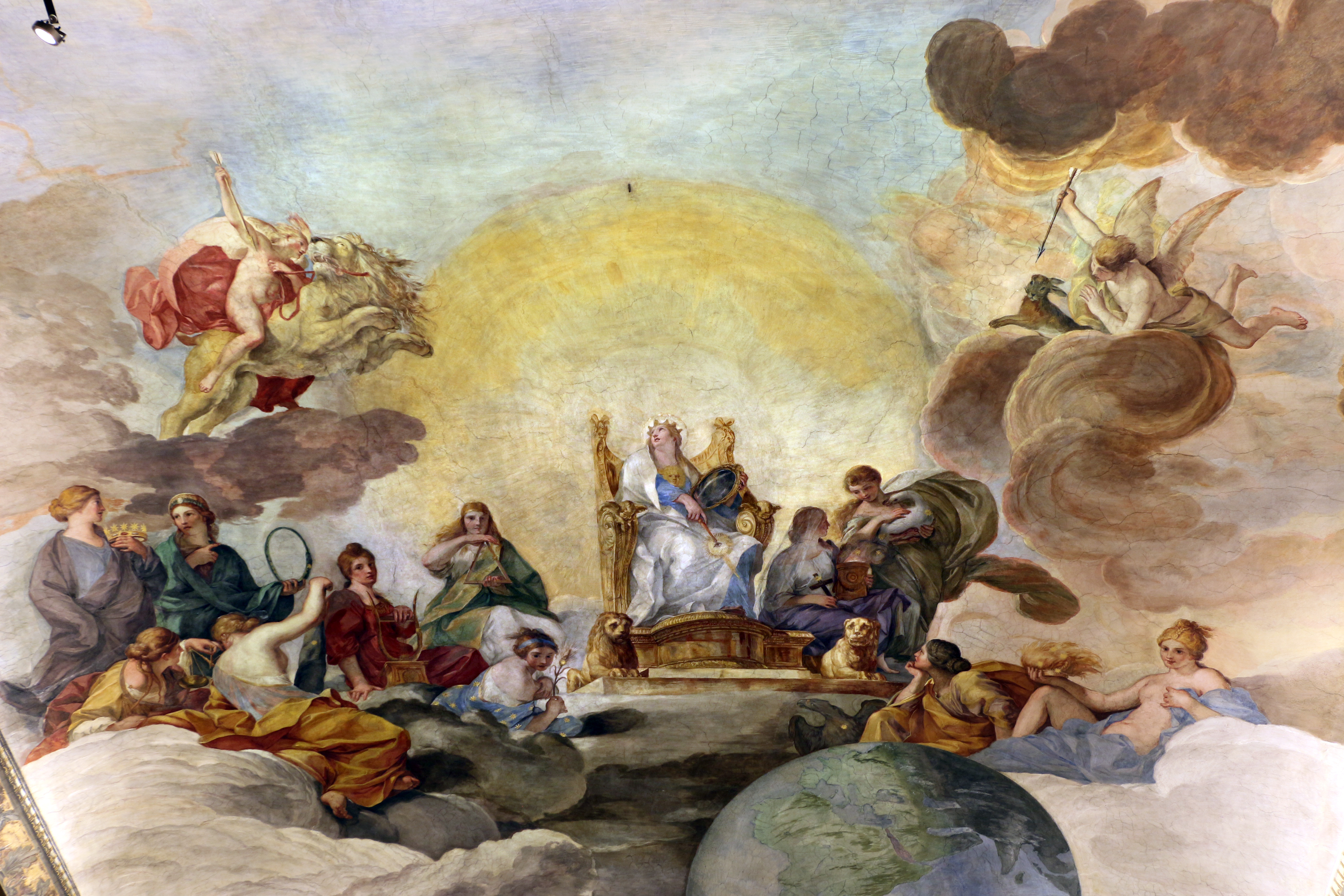
Dettaglio delle figure allegoriche

La trattazione del ciclo non è scandita attraverso l’uso di partiture dipinte o mediante la successione dei cosiddetti "quadri riportati", ossia di scene incorniciate da finti rilievi; una scelta compositiva che si discosta infatti dal modello di Annibale Carracci negli affreschi della Galleria Farnese, ma anche da quello di poco successivo, e con cui andò in "contrapposizione", nello stesso palazzo compiuto da Pietro da Cortona, dove realizzò nel salone grande il Trionfo della Divina Provvidenza. Questa del Sacchi è dunque un'opera barocca puramente classicista, dove l'apertura celeste del soffitto richiama lo stile di Giovanni Lanfranco nel Concilio degli dei (1624-1625) della villa Borghese o quello di Francesco Albani nella Caduta di Fetonte (1609) di palazzo Giustiniani a Bassano Romano.

Il tema raffigurato è quello del trionfo della Sapienza che, assieme ad altre virtù, guida il pontefice eletto nel nome di Dio al governo della Chiesa. Probabilmente la fonte di ispirazione è quella del libro di Salomone, saggio e sapiente eroe biblico d'Israele.

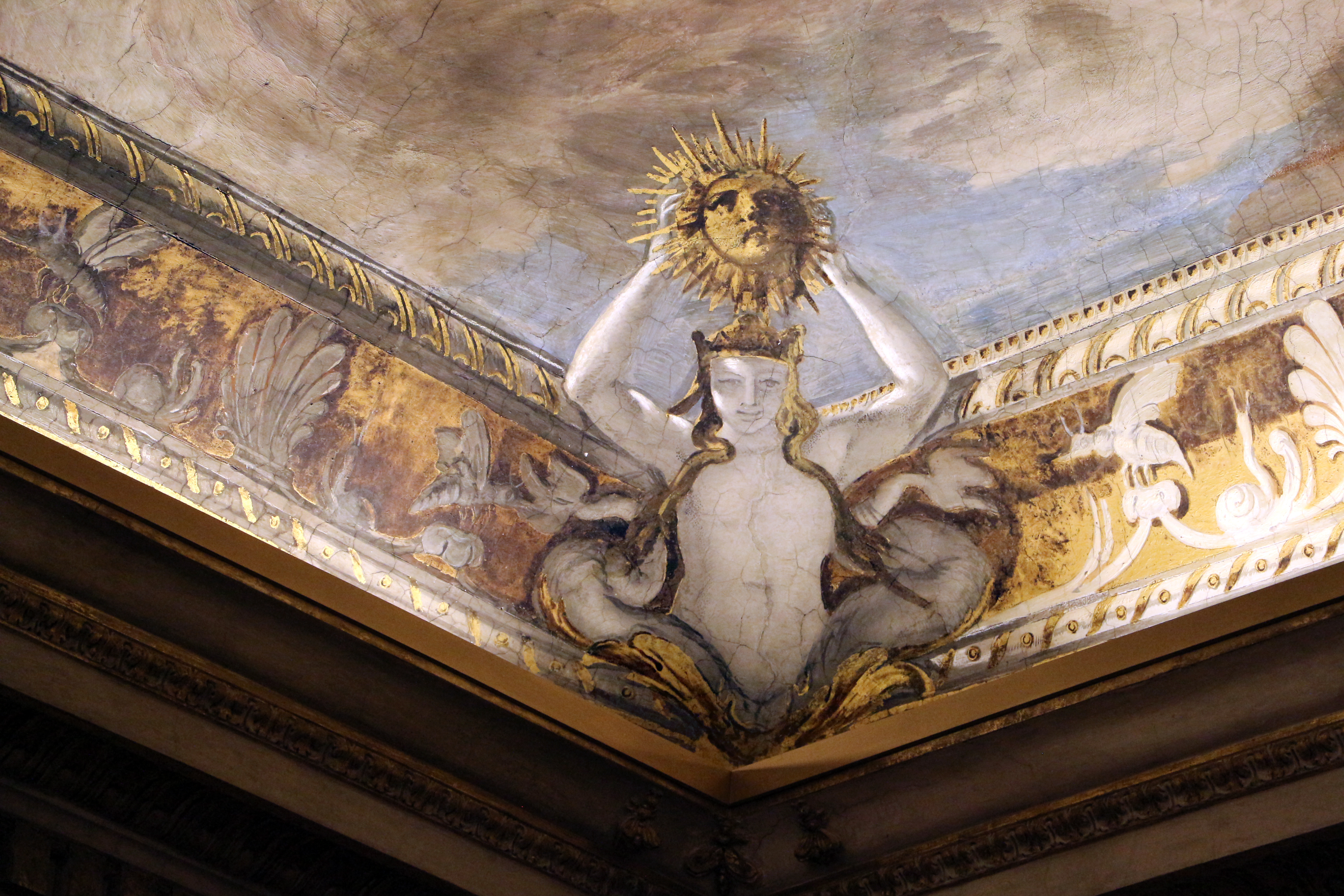
Dettaglio di uno dei busti femminili recanti il Sole Barberini posti agli angoli della volta

Le figure sono dipinte con simboli allegorici richiamanti la virtù che rappresentano. Quindi, da in alto a sinistra, la Regalità (con la corona di Arianna), l'Eternità (con il serpente), la Divinità (con il triangolo), l'Armonia (con la lira), la Beneficenza (con la spiga di grano), la Giustizia (con la bilancia) e la Fortezza (con la clava). La figura al centro su trono decorato sul dossale con le api Barberini e contornata da una forte luce solare posta alle spalle è la Divina Sapienza, fulcro centrale della composizione. In alto sono due angeli che simboleggiano il percorso che conduce alla saggezza, quindi l'Amore di Dio (a sinistra che cavalca un leone in procinto di scagliare una freccia d'oro sulla terra) e dal Timore di Dio (a destra che guida una lepre in atto di scagliare una freccia d'argento sul globo). Seguono a destra le figure della Purezza (con il cigno), della Santità (con l'altare), della Bellezza (con la chioma di Berenice) e della Perspicacia (con l'aquila). Ai quattro angoli sono invece quattro busti di figure femminili recanti il Sole Barberini.

L'intera composizione dimostra infine quanto il pittore abbia assimilato le nuove concezioni galileiane, dove la Terra appare decentrata e orientata su un movimento di rotazione rispetto al Sole, che invece è centrale e statico, lasciando intendere quindi che è il globo a ruotargli intorno. I leoni posti alla basa del trono su cui siede la Sapienza, inoltre, danno un ulteriore significato astrologico alla composizione, dove le figure allegoriche sono identificate come costellazioni che rimandano al giorno dell'elezione a pontefice di Urbano VIII, il 6 agosto 1623, quando il Sole era nella casa del Leone.
